# شاعر فحل
شاعر فحل هو الشاعر الذي يتفنن في شعره، ويجوّد فيه، ويحسن القول. وقال الأصمعي: «لا يصير الشاعر... فحلاً؛ حتى يروي أشعار العرب، ويسمع الأخبار، ويعرف المعاني، وتدور في مسامعه الألفاظ. وأدل على ذلك أن يعلم العروض .. والنحو.. والنسب، وأيام الناس...».

## الفحولة في اللغة
المعنى اللغوي لمصطلح «الفُحولة» يدور حول: الذكورة، والقوة، والشجاعة، والتميز. فالفحل هو ذكر الحيوان القوي.

## الشعراء الفحول
قال ابن منظور في لسان العرب: «فحول شعراء هم الذين غلبوا بالهجاء، من هجاهم، مثل: جرير، الفرزدق، وأشباهما، وكذلك كل من عارض شاعراً فغلب عليه، مثل: علقمة بن عبدة». والفحل هو أعلى درجة الشعراء، وأرفعهم فناً وشأناً، والشعراء عند النقاد العرب القدامى أربع طبقات: أولهم الفحْل، وثانيهما: الشاعر المغْلق، وثالثهما: الشاعر فقط، ورابعهما: الشعرور.
سأل أبو حاتم أستاذه الأصمعي قبيل وفاته من أول الفحول قال: النابغة الذبياني، ولما رآه يكتب فكّر وقال: أولهم كلهم في الجودة امرؤ القيس له الحظوة والسبق وكلهم أخذوا من قوله واتبعوا مذهبه. وقد سأله عن معنى الفحل فقال: "من له مزية على غيره، كمزية الفحل على الحقاق وبيت جرير يدلك على هذا:
وابن اللبون إذا ما لُزَّ في قَرَنٍ
لم يستطعْ صولةَ البُزْلِ القَنَاعِيسِ 

### معايير الشاعر الفحل عند الأصمعي
1. جودة الشعر.
2. الكم الشعري .
3. الزمن.
4. طريقة الشعراء الأوائل.
5. قول الشعر على الأوزان کلها.
6. إجادة النعت.
7. الرواية.[6]